# أدريان-جان-بيير تيلورييه
أدريان-جان-بيير تيلورييه (بالفرنسية: Adrien-Jean-Pierre Thilorier)‏ هو عالم ومخترع فرنسي عاش بين 16 شباط/فبراير 1790 و 2 كانون الأول/ديسمبر 1844، وهو أول من اكتشف وجود الثلج الجاف، أي ثنائي أكسيد الكربون في الحالة الصلبة.

## حياته
ولد أدريان-جان-بيير تيلورييه في باريس في السادس عشر من شباط/فبراير سنة 1790، وكان والده محامياً جان شارل تيلورييه، والذي عاش بين (1756-1818). كان والده مهتماً بالعلوم والميكانيك، حيث طور نوعاً من العجلات يمكّن العربات من عبور الأنهار.
لا يذكر الكثير حول المؤسسات التعليمية التي تلقى فيها أدريان معرفته. كان من أوائل اختراعات أدريان في سنة 1826 لتطويره لمصابيح إضاءة المنارات البحرية.
قام أدريان-جان-بيير تيلورييه بتسجيل براءة اختراع حول هذا الأمر، لكن صادفته عدة مشاكل تقنية حول هذا الأمر.

## الاختراعات

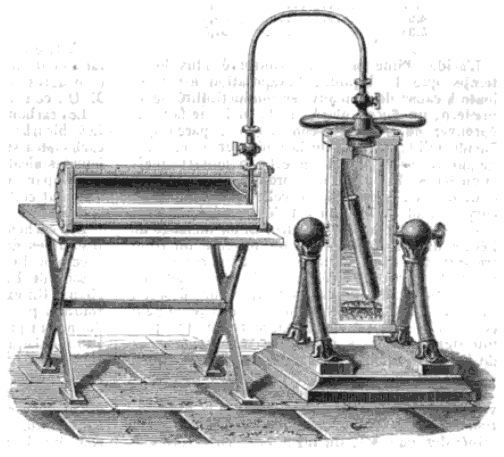
جهاز ضاغط لثنائي أكسيد الكربون السائل مصنوع سنة 1845، على نموذج أدريان-جان-بيير تيلورييه.

في سنة 1829 طوّر أدريان آلة تمكّن من ضغط الغازات، وحصل جراء هذا الاختراع على جائزة مونتيون Montyon prize في نفس السنة، وكان مبلغ الجائزة 1500 فرنك فرنسي. كان النموذج الأولي للضاغط مؤلفاً من ثلاث أسطوانات مربوطة بذراع يتطلب تحريكها فريق من عشرة رجال. بعد ذلك، قام أدريان بتطوير الضاغط، حيث قلل عدد الأسطوانات من ثلاثة إلى اثنتين واستخدم طريقة ميكانيكية شبيهة بالمستخدمة في صناعة الساعات قللت المجهود اليدوي المتطلب إلى وجود شخص واحد فقط للتشغيل، وقام بتسجيل براءة اختراع لهذا الضاغط.
بعد عدة تطويرات للضاغط، تمكن أدريان-جان-بيير تيلورييه من تسييل غاز ثنائي أكسيد الكربون، وأرسل برسالة إلى الأكاديمية الفرنسية للعلوم يصف فيها تجربته. وبعد ذلك تمكن من اكتشاف وجود الثلج الجاف.